# Catàleg complet d'obres de Beethoven
De les gairebé 500 obres de Ludwig van Beethoven, 172 són classificades en 138 números d'opus i la resta, més de 300, estan numerades d'acord amb altres catalogacions: 

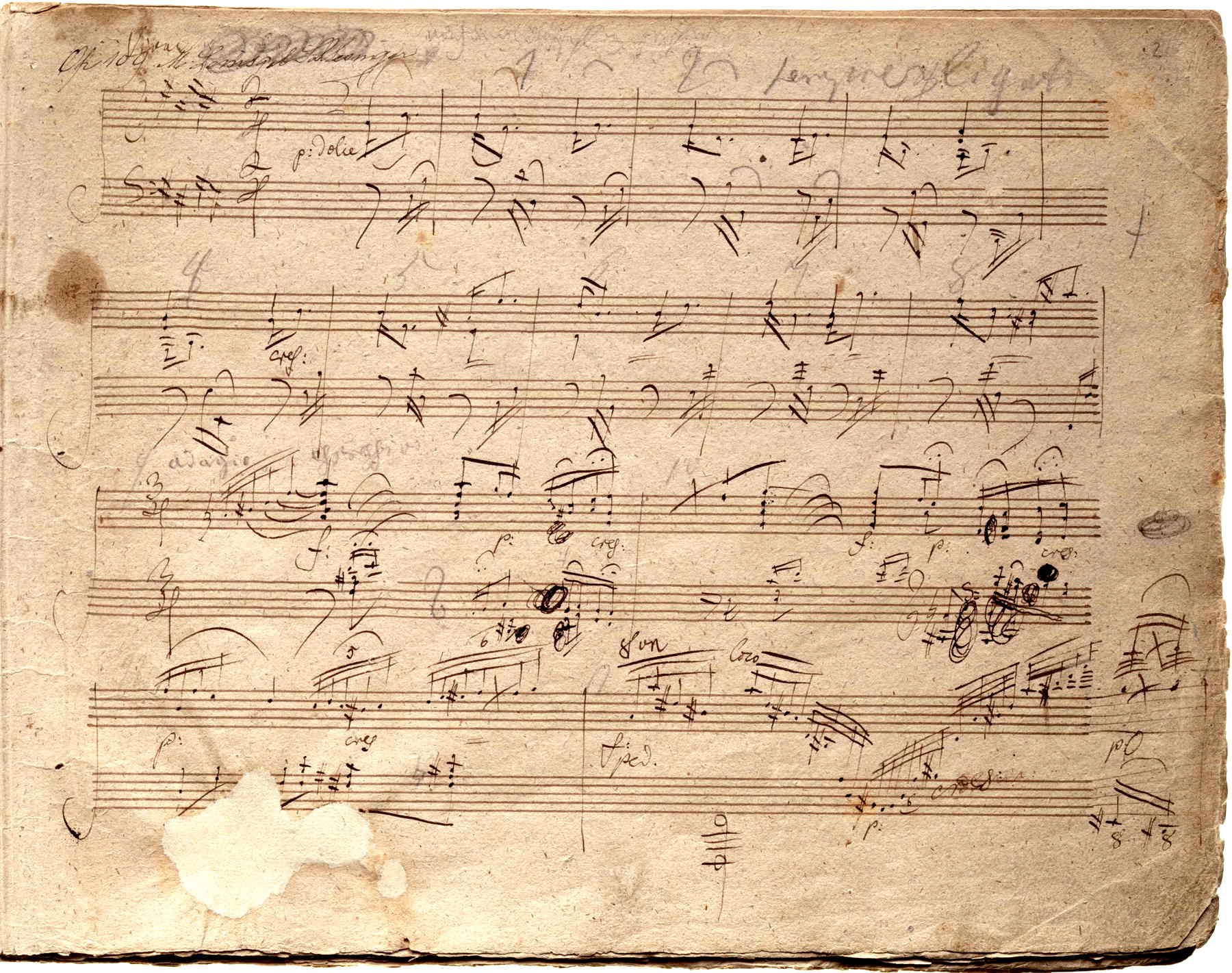
Autògraf de la primera pàgina del 1r moviment de la Sonata per a piano op. 19, Hammerklavier

- El catàleg per número d'opus ha estat establert pels editors de Beethoven, tot i que segueix l'ordre de publicació i no l'ordre de composició. Per exemple, l'Octet per a vent, compost el 1792, és l'opus 103 mentre que les obres que tenen l'opus 102 i 104 daten respectivament de 1815 i 1817.
- El catàleg WoO o Werke ohne Opuszahl, que vol dir "obra sense número d'opus", establert per Georg Kinsky i Hans Halm el 1955.
- El catàleg AnH o Anhang, que vol dir "apèndix", procedent del catàleg WoO de Kinsky i que classifica les obres d'autenticitat dubtosa.
- El catàleg Hess, aparegut després del de Kinsky i establert per W. Hesse per completar el catàleg WoO.

A continuació es presenta el catàleg complet d'obres de Beethoven. En un altre article hi ha la llista de composicions de Beethoven que és una llista de referència de moltes de les obres agrupades segons el tipus de gènere i forma (simfonies, concerts, etc.) però no és exhaustiu i falten algunes obres. No és el cas d'aquesta llista.

## Catàleg per número d'Opus
- Opus 1: Trios per a piano núm. 1-3 (1795)

1. Trio per a piano núm. 1 en mi bemoll major
2. Trio per a piano núm. 2 en sol major
3. Trio per a piano núm. 3 en do menor

- Opus 2: Tres sonates per a piano (1796)

1. Sonata per a piano núm. 1 en fa menor
2. Sonata per a piano núm. 2 en la major
3. Sonata per a piano núm. 3 en do major

- Opus 3: Trio per a corda núm. 1 en mi bemoll major
- Opus 4: Quintet de corda en mi bemoll major (1795)
- Opus 5: Dues sonates per a violoncel (1796)

1. Sonata per a piano i violoncel núm. 1 en fa major
2. Sonata per a piano i violoncel núm. 2 en sol menor

- Opus 6: Sonata per a piano en re major a quatre mans (1797)
- Opus 7: Sonata per a piano núm. 4 en mi bemoll major (1797)
- Opus 8: Serenata en re major (Trio de corda núm. 2) (1797)
- Opus 9: Tres trios per a corda

1. Trio de corda núm. 3 en sol major
2. Trio de corda núm. 4 en re major
3. Trio de corda núm. 5 en do menor

- Opus 10: Tres Sonates per a piano (1798)

1. Sonata per a piano núm. 5 en do menor
2. Sonata per a piano núm. 6 en fa major
3. Sonata per a piano núm. 7 en re major

- Opus 11: Trio núm. 4 per a clarinet (o violí), violoncel i piano en si bemoll major ("Gassenhauer") (1797)
- Opus 12: Tres sonates per a violí (1798)

1. Sonata per a violí núm. 1 en re major
2. Sonata per a violí núm. 2 en la major
3. Sonata per a violí núm. 3 en mi bemoll major

- Opus 13: Sonata per a piano núm. 8 en do menor, "Patètica" (1798)
- Opus 14: Dues sonates per a piano (1799)

1. Sonata per a piano núm. 9 en mi major
2. Sonata per a piano núm. 10 en sol major

- Opus 15: Concert per a piano núm. 1 en do major (1796-1797)
- Opus 16: Quintet per a piano i vent (1796)
- Opus 17: Sonata per a trompa en fa major (1800)
- Opus 18: Sis quartets de corda

1. Quartet de corda núm. 1 en fa major (1799)
2. Quartet de corda núm. 2 en sol major  (1800)
3. Quartet de corda núm. 3 en re major (1798)
4. Quartet de corda núm. 4 en do menor (1801)
5. Quartet de corda núm. 5 en la major (1801)
6. 6: Quartet de corda núm. 6 en Si bemoll major (1801)

- Opus 19: Concert per a piano núm. 2 en si bemoll major (1798)
- Opus 20: Septet en mi bemoll major (1799)
- Opus 21: Simfonia núm. 1 en do major (1800)
- Opus 22: Sonata per a piano núm. 11 en si bemoll major (1800)
- Opus 23: Sonata per a violí núm. 4 en la menor (1801)
- Opus 24: Sonata per a violí núm. 5 en fa major "Primavera" (1801)
- Opus 25: Serenata en re major per a flauta, violí i viola (1801)
- Opus 26: Sonata per a piano núm. 12 en la bemoll major "Marxa fúnebre" (1801)
- Opus 27: Dues Sonates per a piano (1801)
- Opus 28: Sonata per a piano núm. 15 en re major "Pastoral" (1801)
- Opus 29: Quintet de corda en do major (1801)
- Opus 30: Tres sonates per a violí (1803)

1. Sonata per a violí núm. 6 en la major
2. Sonata per a violí núm. 7 en do menor
3. Sonata per a violí núm. 8 en sol major

- Opus 31: Tres Sonates per a piano (1802)

1. Sonata per a piano núm. 16 en sol major
2. Sonata per a piano núm. 17 en re menor "La Tempesta"
3. Sonata per a piano núm. 18 en mi bemoll major "La Caça"

- Opus 32: "An die Hoffnung" (cançó) (1805)
- Opus 33: Set bagatel·les per a piano (1802)
- Opus 34: Sis variacions per a piano sobre un tema original en fa major (1802)
- Opus 35: Quinze variacions i una fuga per a piano sobre un tema original, en mi bemoll major, "Heroica" (1802)
- Opus 36: Simfonia núm. 2 en re major (1803)
- Opus 37: Concert per a piano núm. 3 en do menor (1803)
- Opus 38: Trio per a piano núm. 8 (arranjament del Septet, opus 20) (1803)
- Opus 39: Dos preludis per a piano a través de les dotze tonalitats majors (1789)
- Opus 40: Romança per a violí en sol major (1802)
- Opus 41: Serenata per a piano i flauta o violí en re major (1803)
- Opus 42: Nocturn per a viola i piano en re major (1803)
- Opus 43: Les criatures de Prometeu. Obertura i música de ballet (1801)
- Opus 44: Trio per a piano núm. 10 (Variacions sobre un tema original en mi bemoll major) (1792)
- Opus 45: Tres marxes per a piano a 4 mans (1803)
- Opus 46: "Adelaide" (1794-1795)
- Opus 47: Sonata per a violí núm. 9 en la major "Kreutzer" (1803)
- Opus 48: Sis cançons (1802)

1. "Bitten"
2. "Die Liebe des Nächsten"
3. "Vom Tode"
4. "Die Ehre Gottes aus der Natur"
5. "Gottes Macht und Vorsehung"
6. "Bußlied"

- Opus 49: Dues sonates per a piano (1792)

1. Sonata per a piano núm. 19 en sol menor
2. Sonata per a piano núm. 20 en sol major

- Opus 50: Romança per a violí núm. 2 en fa major (1798)
- Opus 51: Dos rondós per a piano (1797)

1. Rondo en do major
2. Rondo en sol major

- Opus 52: Vuit cançons (1805)

1. "Urians Reise um die Welt"
2. "Feuerfab"
3. "Das Liedchen von der Ruhe"
4. "Maigesang"
5. "Mollys Abschied"
6. "Die Liebe"
7. "Marmotte"
8. "Das Blümchen Wunderhold"

- Opus 53: Sonata per a piano núm. 21 en do major "Waldstein" (1803)
- Opus 54: Sonata per a piano núm. 22 en fa major (1804)
- Opus 55: Simfonia núm. 3 en mi bemoll major "Heroica" (1805)
- Opus 56: Triple concert en do major (1805)
- Opus 57: Sonata per a piano núm. 23 en fa menor "Appassionata" (1805)
- Opus 58: Concert per a piano núm. 4 en sol major (1807)
- Opus 59: Tres quartets de corda "Razumovski" (1806)

1. Quartet de corda núm. 7 en fa major
2. Quartet de corda núm. 8 en mi menor
3. Quartet de corda núm. 9 en do major

- Opus 60: Simfonia núm. 4 en si bemoll major (1807)
- Opus 61: Concert per a violí i orquestra en re major (1806)
- Opus 61a: Opus 61a (és un arranjament per a piano de l'opus 61, dedicat a Julie von Breuning; té noves cadències originals del mateix Beethoven, que alguns anomenen el Concert per a piano núm. 6)
- Opus 62: Coriolà (1807)
- Opus 63: Arranjament per a trio de piano del Quintet de corda (Opus 4) (1806)
- Opus 64: Arranjament per a piano i violoncel del Trio de corda (Opus 3) (1807)
- Opus 65: Ària "Ah, perfido" (1796)
- Opus 66: Variacions per a violoncel sobre "Ein Mädchen oder Weibchen" de Mozart (1796)
- Opus 67: Simfonia núm. 5 en do menor (1808)
- Opus 68: Simfonia núm. 6 en fa major "Pastoral" (1808)
- Opus 69: Sonata per a violoncel i piano núm. 3 en la major (1808)
- Opus 70: Trios per a piano núm. 5 i 6 (1808)

1. Trio per a piano núm. 5 en re major "Fantasma"
2. Trio per a piano núm. 6 en mi bemoll major

- Opus 71: Sextet de vent en mi bemoll major (1796)
- Opus 72: Fidelio (1814)
- Opus 72a: "Leonora" núm. 2 (1805)
- Opus 72b: "Leonora" núm. 3 (1806)
- Opus 73: Concert per a piano núm. 5 en mi bemoll major "Emperador" (1809)
- Opus 74: Quartet de corda núm. 10 en mi bemoll major "Arpa" (1809)
- Opus 75: Sis cançons (1809)

1. "Mignon"
2. "Neue Liebe neues Leben"
3. "Aus Goethes Faust: Es war einmal ein König"
4. "Gretels Warnung"
5. "An die fernen Geliebten"
6. "Der Zufriedene"

- Opus 76: Sis Variacions per a piano sobre un tema original en re major (1809)
- Opus 77: Fantasia per a piano (1809)
- Opus 78: Sonata per a piano núm. 24 en fa sostingut major "A Thérèse" (1809)
- Opus 79: Sonata per a piano núm. 25 en sol major "Cucut" (1809)
- Opus 80: Fantasia en do menor per a piano, cor i orquestra (1808)
- Opus 81a: Sonata per a piano núm. 26 en mi bemoll major "Els adéus" (Lebewohl) (1810)
- Opus 81b: Sextet en mi bemoll major (1795)
- Opus 82: Quatre arietes i un duet (1809)

1. "Dimmi, ben mio, che m'ami"
2. "T'intendo si, mio cor"
3. "L'amante impaziente" (primera versió)
4. "L'amante impatiente" (segona versió)
5. Duet: "Odi 'laura che dolce sospira"

- Opus 83: Tres cançons (1810)

1. "Wonne der Wehmut"
2. "Sehnsucht"
3. "Mit einem gemalten Band"

- Opus 84: "Egmont" (1810)
- Opus 85: Crist en el Mont de les Oliveres (1803)
- Opus 86: Missa en do major (1807)
- Opus 87: Trio per a dos oboès i corn anglès en do major (1795)
- Opus 88: Cançó "Das Gluck der Freundschaft" (1803)
- Opus 89: Polonesa en do major (1814)
- Opus 90: Sonata per a piano núm. 27 en mi menor (1814)
- Opus 91: La victòria de Wellington (1813)
- Opus 92: Simfonia núm. 7 en la major (1813)
- Opus 93: Simfonia núm. 8 en fa major (1814)
- Opus 94: Cançó "An die Hoffnung" (1814)
- Opus 95: Quartet de corda núm. 11 en fa menor "Seriós" (1810)
- Opus 96: Sonata per a violí núm. 10 en sol major (1812)
- Opus 97: Trio per a piano núm. 7 en si bemoll major "Arxiduc" (1811)
- Opus 98: Cicle de cançons "An die ferne Geliebte" (1816)
- Opus 99: Cançó "Der Mann von Wort" (1816)
- Opus 100: Cançó "Merkenstein" (1814)
- Opus 101: Sonata per a piano núm. 28 en la major (1816)
- Opus 102: Dues sonates per a violoncel (1815)

1. Sonata per a violoncel i piano núm. 1 en do major
2. Sonata per a violoncel i piano núm. 2 en re major

- Opus 103: Octet de vent en Mi bemoll major (1792)
- Opus 104: Quintet de corda en do menor
- Opus 105: Sis variacions per a piano i flauta (1819)
- Opus 106: Sonata per a piano núm. 29 en si bemoll major "Hammerklavier" (1819)
- Opus 107: Deu variacions per a piano i flauta (1820)
- Opus 108: Vint-i-cinc cançons escoceses
- Opus 109: Sonata per a piano núm. 30 en mi major (1820)
- Opus 110: Sonata per a piano núm. 31 en la bemoll major (1821)
- Opus 111: Sonata per a piano núm. 32 en do menor (1822)
- Opus 112: "Meeresstille und glückliche Fahrt" per a cor i orquestra (1815)
- Opus 113: "Les ruïnes d'Atenes" (1811)
- Opus 114: Marxa i cor "Die Weihe des Hauses" (1822)
- Opus 115: "Zur Namensfeier" (1815)
- Opus 116: Trio vocal amb orquestra "Tramte, empi tremate" (1802)
- Opus 117: "El Rei Esteve" (1811)
- Opus 118: "Elegischer Gesang" per a cor i orquestra (1814)
- Opus 119: Onze noves bagatel·les per a piano (1822)
- Opus 120: Trenta-tres variacions per a piano sobre un vals de Diabelli, en do major (1823)
- Opus 121: Variacions Kakadu (Variacions sobre "Ich bin der Schneider Kakadu") (Trio per a piano núm. 11) (1803)
- Opus 121b: "Opferlied" per a cor i orquestra (1822)
- Opus 122: "Bundeslied" per a cor i orquestra (1824)
- Opus 123: Missa en re major (Missa Solemnis) (1822)
- Opus 124: "Die Weihe des Hauses" (1822)
- Opus 125: Simfonia núm. 9 en re menor "Coral" (1824)
- Opus 126: Sis bagatel·les per a piano (1824)
- Opus 127: Quartet de corda núm. 12 en mi bemoll major (1825)
- Opus 128: Cançó "Der Kuss" (1822)
- Opus 129: Rondo capriccio per a piano en sol major (1795)
- Opus 130: Quartet de corda núm. 13 en si bemoll major (1825)
- Opus 131: Quartet de corda núm. 14 en do sostingut menor (1826)
- Opus 132: Quartet de corda núm. 15 en la menor (1825)
- Opus 133: Gran Fuga en si bemoll major per a quartet de corda (1824 i 1825)
- Opus 134: Gran Fuga per a quatre mans (duet de piano) (1826)
- Opus 135: Quartet de corda núm. 16 en fa major (1826)
- Opus 136: Cantata "Der glorreiche Augenblick" (1814)
- Opus 137: Fuga per a Quintet de corda en re major (1817)
- Opus 138: "Leonora" núm. 1 (1807)

## Catàleg WoO
Obres que no tenen número d'opus, recollides en el catàleg WoO (Werke ohne Opuszahl)
- WoO 1: Música per al "Ritterballett"
- WoO 2a: Marxa trïomfal per a orquestra de "La tragèdia de Christoph Kuffner" de "Tarpeja"
- WoO 2b: Preludi de l'Acte II de "Tarpeja"
- WoO 3: "Gratulations-Menuett", minuet per a orquestra
- WoO 4: Concert per a piano en mi bemoll major (només la part del solista amb indicacions d'orquestració)
- WoO 5: Concert per a violí en do major (fragment d'un moviment)
- WoO 6: Rondo per a piano i orquestra en si bemoll major (fragment), possiblement una part de la versió inicial del Concert per a piano núm. 2
- WoO 7: Dotze minuets per a orquestra
- WoO 8: Dotze danses alemanyes per a orquestra (més tard, arranjades per a piano)
- WoO 9: Sis minuets per a dos violins i violoncel
- WoO 10: Sis minuets per a orquestra (versió original perduda, i només existeix un arranjament per a piano)
- WoO 11: Set ländler per a dos violins i violoncel (versió original perduda, i només existeix un arranjament per a piano)
- WoO 12: Dotze minuets per a orquestra (adscripció dubtosa, actualment al germà de Beethoven, Carl)
- WoO 13: Dotze danses alemanyes per a orquestra (només existeix un arranjament per a piano)
- WoO 14: Dotze contradanses per a orquestra
- WoO 15: Sis ländler per a dos violins i violoncel (també arranjats per a piano)
- WoO 16: Dotze escoceses per a orquestra (adscripció dubtosa)
- WoO 17: Onze "Mödlinger Tänze" per a set instruments (adscripció dubtosa)
- WoO 18: Marxa per a banda militar (trio afegit posteriorment)
- WoO 19: Marxa per a banda militar (trio afegit posteriorment)
- WoO 20: Marxa per a banda militar (trio afegit posteriorment)
- WoO 21: Polonesa per a banda militar
- WoO 22: Escocesa per a banda militar
- WoO 23: Escocesa per a banda militar (només existeix un arranjament per a piano de Carl Czerny)
- WoO 24: Marxa per a banda militar
- WoO 25: Rondo per a dos oboès, dos clarinets, dues trompes i dos fagots (final original de l'Octet, op. 103)
- WoO 26: Duet per a dues flautes
- WoO 27: Tres duets per a clarinet i fagot (adscripció dubtosa)
- WoO 28: Variacions per a dos oboes i cor anglès sobre "Là ci darem la mano" de l'òpera "Don Giovanni" de W.A. Mozart
- WoO 29: Marxa per a vent
- WoO 30: Tres Equale per a quatre trombons (també arranjat per a quatre veus masculines)
- WoO 31: Fugue per a orgue
- WoO 32: Duet per a viola i violoncel, "mit zwei obligaten Augengläsern" (amb dos Augengläsern obligats)
- WoO 33: Cinc peces per a rellotge mecànic o flauta
- WoO 34: Duet per a dos violins
- WoO 35: Cànon per a dos violins
- WoO 36: Tres quartets per a piano
- WoO 37: Trio per a piano, flauta i fagot en sol major (1786)
- WoO 38: Trio per a piano núm. 8 en mi bemoll major
- WoO 39: Allegretto d'un trio per a piano en si bemoll major
- WoO 40: Dotze variacions per a piano i violí sobre "Se vuol ballare" de l'òpera "Les noces de Figaro" de W.A. Mozart'
- WoO 41: Rondo en sol major per a violí i piano
- WoO 42: Sis danses alemanyes per a violí i piano
- WoO 43a: Sonatina per a mandolina i clavicordi
- WoO 43b: Adagio per a mandolina i clavicordi
- WoO 44a: Sonatina per a mandolina i piano
- WoO 44b: Andante i variacions per a mandolina i clavicordi
- WoO 45: Dotze variacions per a violoncel i piano sobre "See the conqu'ring hero comes" de l'oratori "Judas Maccabaeus" de G. F. Handel
- WoO 46: Set variacions per a violoncel i piano sobre "Bei Männern, welche Liebe fühlen" de l'òpera "La flauta màgica" de W.A. Mozart'
- WoO 47: Tres sonates per a piano (mi major, fa major, re major) "Kurfürsten Sonatas" (1783)
- WoO 48: Rondó per a piano, do major (1783)
- WoO 49: Rondó per a piano, la major (1783)
- WoO 50: Sonata per a piano, fa major (1790-2)
- WoO 51: Sonata per a piano, do major (1797-8, fragment)
- WoO 52: Presto per a piano, do major (1795, revisat el 1798 i el 1822)
- WoO 53: Allegretto, do major (1796-1797)
- WoO 54: Bagatel·la per a piano, do major (1802)
- WoO 55: Preludi per a piano, fa major (1803)
- WoO 56: Allegretto per a piano, do major (1803, revisat el 1822)
- WoO 57: Moviment central original de la sonata Waldstein (1804)
- WoO 59: Bagatel·la en la menor per a piano sol, "Per a Elisa" (1808)
- WoO 60: Bagatel·la per a piano, si major (1818)
- WoO 61: Allegretto per a piano, si♭ major (1821)
- WoO 61a: Allegretto quasi andante per a piano, sol major (1825)
- WoO 62: Quintet de corda en do major (fragment, transcripció per a piano)
- WoO 63: Nou variacions per a piano sobre una marxa de Ernst Christoph Dressler
- WoO 64: Variacions sobre una cançó suïssa
- WoO 65: Vint-i-quatre variacions per a piano sobre l'ària "Venni Amore" de Vincenzio Righini
- WoO 66: Trent-tres variacions per a piano sobre l'ària "Es war einmal ein alter Mann" de l'òpera "Das rote Käppchen" de Carl Ditters von Dittersdorf
- WoO 67: Vuit variacions per a piano a quatre mans sobre un tema del Comte Waldstein
- WoO 68: Dotze variacions per a piano sobre el "Menuet a la Vigano" del ballet "La nozza disturbate" de Jakob Haibel
- WoO 69: Nou variacions per a piano sobre "Quant'e più bello" de l'òpera "La Molinara" de Giovanni Paisiello
- WoO 70: Sis variacions per a piano sobre "Nel cor più non mi sento" l'òpera "La Molinara" de Giovanni Paisiello
- WoO 71: Dotze variacions per a piano sobre la dansa russa del ballet "Das Waldmädchen" de Paul Wranitzky
- WoO 72: Vuit variacions per a piano sobre "Mich brennt ein heisses Fieber" de l'òpera "Richard Cœur de Lion" d'André Ernest Modeste Grétry
- WoO 73: Deu variacions per a piano sobre "La stessa, la stessissima" de l'òpera "Falstaff" d'Antonio Salieri
- WoO 74: "Ich denke dein", cançó i sis variacions per a piano a quatre mans
- WoO 75: Set variacions per a piano sobre "Kind, willst du ruhig schlafen" de l'òpera "Das unterbrochene Opferfest" de Peter Winter
- WoO 76: Vuit Variacions per a piano sobre "Tandeln und scherzen" de l'òpera "Soliman II" de Franz Xaver Süssmayr
- WoO 77: Sis variacions fàcils per a piano sobre un tema original
- WoO 78: Set variacions per a piano sobre "God Save the King"
- WoO 79: Cinc variacions per a piano sobre "Rule Britannia"
- WoO 80: Trenta-dues variacions en do menor sobre un tema original
- WoO 81: Allemande per a piano en la major
- WoO 82: Minuet per a piano en mi bemoll major
- WoO 83: Sis escoceses per a piano i orquestra
- WoO 84: Vals per a piano en mi bemoll
- WoO 85: Vals per a piano
- WoO 86: Escocesa per a piano en mi bemoll major
- WoO 87: Cantata a la mort de l'Emperador Joseph II
- WoO 88: Cantata a la Coronació de l'Emperador Leopold II
- WoO 89: Ària "Pruefung des Kuessens"
- WoO 90: Ària "Mit Maedeln sich vertragen"
- WoO 91: Dues àrias per a Die Schöne Schusterin"
- WoO 92: Ària "Primo Amore"
- WoO 92a: Ària "No, non turbati"
- WoO 93: Duet "Nei giorni tuoi felice"
- WoO 95: Cor per al Congrés de Viena
- WoO 96: Music incidental per a "Leonore Prohaska"
- WoO 97: "Es ist vollbracht" per a "Die Ehrenpforten"
- WoO 98: "Wo sich die Pulse," cor per a "Consecration of the House"
- WoO 99: Parts de cançons italianes
- WoO 100: "Lob auf den Dicken"
- WoO 101: "Graf, Graf, liebster Graf"
- WoO 102: "Abschiedsgesang"
- WoO 103: Cantata "Un lieto Brindisi"
- WoO 104: "Gesang der Moenche"
- WoO 105: "Hochzeitslied"
- WoO 106: Cantata d'aniversari per al Príncep Lobkowitz
- WoO 107-130: Vint-i-quatre cançons
- WoO 131: "Erlkoenig" (cançó inacabada)
- WoO 132: Cançó
- WoO 133: Cançó
- WoO 134: Cançó "Sehnsucht" en quatre escenes
- WoO 135-151: Disset cançons
- WoO 152-158: 143 escenes de cançons tradicionals
- WoO 152: Vint-i-cinc cançons irlandeses
- WoO 153: Vint cançons irlandeses
- WoO 154: Dotze cançons irlandeses
- WoO 155: Vint-i-sis cançons gal·leses
- WoO 157: Dotze cançons de diverses nacionalitats
- WoO 159-198: Quaranta-tres cànons
- WoO 199: "Ich bin der Herr von zu
- WoO 200: "O Hoffnung"
- WoO 201: "Ich bin bereit"
- WoO 202: "Das Schoene zu dem Guten"
- WoO 203: "Das Schoene zu dem Guten"
- WoO 204: "Holz, Holz"
- WoO 205: Bromes musicals de les cartes de Beethoven

### Obres amb assignació "AnH"
"AnH" ("Anhang" = Apèndix)
- AnH 3: Trio per a piano en re major
- AnH 4: Sonata per a flauta en si bemoll major
- AnH 5: Dues sonatines per a piano
- AnH 6: Rondo en si bemoll major per a piano

### Obres amb assignació "Hess"
- Hess 12: Concert per a oboè en fa (fragment)
- Hess 13: Romança en mi menor per a tres solistes i orquestra
- Hess 15: Concert per a piano núm. 6 (inacabat)
- Hess 19: Quintet de metall en mi bemoll major
- Hess 28: Moviment en la bemoll major per a trio de corda
- Hess 29: Preludi i fuga per a quartet de corda
- Hess 30: Preludi i fuga per a quartet de corda
- Hess 31: Preludi i fuga per a quartet de corda
- Hess 33: Minuet per a quartet de corda
- Hess 34: Quartet de corda, arranjament de l'op. 14 núm. 1
- Hess 36: Fuga de Handel, arranjada per a quartet de corda
- Hess 38: Fuga de Bach arranjada per a quartet de corda
- Hess 39: Quintet de corda en fa major (perdut)
- Hess 40: Quintettsatz en re menor
- Hess 46: Sonata per a violí en la major
- Hess 47: Allegro con brio en Mi♭ major per a trio per a piano
- Hess 48: Allegretto d'un trio per a piano en mi bemoll major
- Hess 64: Fuga per a teclat
- Hess 65: Extracte d'un concert (arranjament de l'op. 37)
- Hess 69: Bagatel·la per a piano en do menor
- Hess 87: Marxa per a piano (arranjament de la WoO 29)
- Hess 88: Minuet per a piano (arranjament de la Hess 33)
- Hess 89: Ritterballett (arranjament per a piano de la WoO 1)
- Hess 90: Les criatures de Prometeu (arranjament per a piano de l'op. 43)
- Hess 91: Opferlied (arranjament per a piano de l'op. 121b)
- Hess 92: Bundeslied (arranjament per a piano de l'op. 122)
- Hess 93: "Freudvoll" (acompanyament per a piano de l'op. 84
- Hess 97: La victòria de Wellington (arranjament per a piano de l'op. 91)
- Hess 99: Marxa per a piano (arranjament de la WoO 18)
- Hess 107: Marxa dels granaders
- Hess 108: La victòria de Wellington (arranjament per a panharmònica de l'op. 91)
- Hess 115: "Vestas Feuer" (òpera inacabada)
- Hess 118: Música per a "La Consagració de la House" (de l'op. 113)
- Hess 133: Cançó tradicional
- Hess 134: Cançó tradicional
- Hess 137: Cançó "Ich wiege dich" (perduda)
- Hess 139: Cançó "Minnesold" (perduda)
- Hess 143: Cançó "An die Freude" (perduda)
- Hess 152-207: Escenes de cançons tradicionals
- Hess 208-232: Parts de cançons italianes
- Hess 233-246: Exercisis de contrapunt
- Hess 274-277: Quatre cànons
- Hess 297: Adagio per a tres trompes
- Hess 300-301: Dos cànons

### Catàlegs
Les següents referències identifiquen els principals catàlegs de les obres de Beethoven.
- Nottebohm, Gustav. Thematisches Verzeichnis der im Druck erschienenen Werke von Ludwig van Beethoven. Leipzig, Breitkopf & Härtel, 1925. OCLC 4763103. Reimprès per Wiesbaden: M. Sändig, 1969 OCLC 1828776.
—És un catàleg temàtic d'importància històrica, fet per un expert en Beethoven, un pioner del segle xix.
—Títol en català: Catàleg temàtic de les obres publicades de Ludwig van Beethoven.
- Kinsky, G. i H. Halm. Das Werk Beethovens: thematisch-bibliographisches Verzeichnis seiner sämtlichen vollendeten Kompositionen. München: G. Henle, 1955. OCLC 334667 
—El catàleg temàtic i bibliogràfic estàndard de l'obra de Beethoven.
—Títol en català: Obres de Beethoven: catàleg temàtic i bibliogràfic complet de totes les seves composicions, per Georg Kinsky, completat i editat després de la mort de l'autor per Hans Halm.
- Hess, Willy. Verzeichnis der nicht in der Gesamtausgabe veröffentlichen Werke Ludwig van Beethovens. Wiesbaden: Breitkopf & Härtel, 1957. OCLC 18406510 
Estudi original i catalogació de Hess.
- Green, James (ed. i trad). The new Hess catalog of Beethoven's works. West Newbury, Vermont: Vance Brook, 2003. ISBN 0-9640570-3-4. 
—Una traducció a l'anglès de Willy Hess de 1957, catalogació i estudi.
- Biamonti, Giovanni. Catologo cronologico e tematico delle opere di Beethoven. Torino: ILTE, 1968. OCLC 2028666 
—Obres amb número i sense número d'opus, i també esbossos i fragments; són 849 entrades ordenades cronològicament.